# Socarnoides kergueleni
Socarnoides kergueleni är en kräftdjursart. Socarnoides kergueleni ingår i släktet Socarnoides och familjen Lysianassidae. Inga underarter finns listade i Catalogue of Life.